# Richard Cawthorn Starr
Richard Cawthorn Starr (Greensboro, Geórgia, 24 de agosto de 1924 — 3 de fevereiro de 1998) foi um botânico norte-americano.